# Geophis semidoliatus
Geophis semidoliatus (коралова земляна змія) — вид змій родини полозових (Colubridae). Ендемік Мексики.

## Поширення і екологія
Коралові земляні змії мешкають на східних схилах Неовулканічного плато в штаті Веракрус, від Місантла на південь до Кордови і Орісаби. Вони живуть у первинних і вторинних сосново-дубових лісах, у вологих тропічних лісах і чагарникових заростях, трапляються поблизу людських поселень. Зустрічаються на висоті від 500 до 1400 м над рівнем моря. Відкладають яйця.